# Awakening (Peek)
Awakening is een soloalbum van gitarist Kevin Peek met band in de tijd dat hij nog in Sky speelde. Het album is opgenomen in de Snake Ranch Studio te Shepperton (Middlesex). De rolverdeling binnen Sky zelf is hier goed te horen, de rockmuzikant Peek tegenover de klassieke inbreng van John Williams, want die laatste ontbreekt hier   

## Musici
- Kevin Peek – gitaar, basgitaar, synthgitaar
- Nick Lennie-Smith – toetsinstrumenten
- David Reilly – zang
- Ron Aspery – saxofoons
- Tom Nichol - drums

## Muziek
Alle muziek van Reilly en Peek

| Nr. | Titel                                                                                            | Duur |
| --- | ------------------------------------------------------------------------------------------------ | ---- |
| 1.  | Awakening                                                                                        |      |
| 2.  | City on the water                                                                                |      |
| 3.  | Sidewinder                                                                                       |      |
| 4.  | Spanish blues                                                                                    |      |
| 5.  | Manitou                                                                                          |      |
| 6.  | Sailplane                                                                                        |      |
| 7.  | Starship suite (I.Fasther than light;II.Infinite dreams;III.Arrival;IV.For those we left behind) |      |